# Tipasa nebulosella
Tipasa nebulosella är en fjärilsart som beskrevs av Walker 1863. Tipasa nebulosella ingår i släktet Tipasa och familjen nattflyn. Inga underarter finns listade i Catalogue of Life.